# 岸部シローのオールナイトニッポン
『岸部シローのオールナイトニッポン』（きしべシローのオールナイトニッポン）は、ニッポン放送の深夜放送「オールナイトニッポン」の土曜日で、1973年7月～9月に放送されていたラジオ番組である。パーソナリティーは、岸部シロー（現・岸部四郎）。3ヶ月で終了した。

## 放送時間
- 1973.07 - 09 土曜 25:00-29:00（日曜 1:00-5:00）